# Hooligans 2 – Stand Your Ground
Hooligans 2 – Stand Your Ground (dt.: Verteidige dein Revier, Originaltitel: Green Street 2: Stand Your Ground) ist die Fortsetzung des 2005 veröffentlichten Films Hooligans, Regie führt diesmal Jesse V. Johnson. Ebenso wie der 2013 veröffentlichte Nachfolger Hooligans 3 – Never Back Down wurde der Film als Direct-to-DVD-Produktion hergestellt.

## Handlung
Die Mitglieder der aus dem ersten Film bekannten Hooligangruppe Green Street Elite (GSE) von West Ham United sowie ihre Gegner vom FC Millwall wurden wegen des Kampfes in den Docklands zu Freiheitsstrafen verurteilt. Schauplatz des Films ist daher das Gefängnis von Fosterville.
Gleich zu Beginn kommt es im Gefängnis zu einer schweren Auseinandersetzung zwischen GSE-Hooligans unter ihrem neuen Anführer Dave und ebenfalls einsitzenden Chelsea-Anhängern. Daraufhin entscheidet die Anstaltsleitung, die GSE aufzuteilen: Dave und zwei seiner Mitstreiter werden in eine andere Haftanstalt verlegt, wo sie schon bald einer Überzahl von Millwall-Fans, angeführt von „Big Marc“, gegenüberstehen. Meist durch Beleidigungen des im Kampf verstorbenen GSE-Anführers Pete ausgelöst, kommt es immer wieder zu wilden Schlägereien zwischen den verfeindeten Fans.
Von einigen Spurs-Anhängern erfahren Dave und seine Freunde, dass die Millwall-Leute durch die korrupte Wärterin Veronica mit Zigaretten und Drogen, aber auch mit Schlüsseln versorgt werden und sich dadurch im Gefängnis nahezu frei bewegen und ungeliebte Mitinsassen traktieren können, zudem Kameras nicht angeschaltet, Posten nicht besetzt und Verstöße unbeachtet gelassen werden. Einzig Wärter Mason sträubt sich gegen die Allianz zwischen Veronica und den Bushwhackers und unterstützt die GSE nach Kräften.
Da ständig Neuzugänge im Gefängnis eintreffen, wird der Platz immer knapper und die Situation angespannter. Letztlich erlaubt das Justizministerium, 60 als unbedenklich eingestufte Gefangene vorzeitig zu entlassen. Veronica und Mason sollen daraufhin eine Liste von Häftlingen erstellen, welche sie für geeignet halten. Als anstelle von Dave und seinen Freunden drei Millwall-Hooligans zur Freilassung vorgeschlagen werden, lässt die Gefängnisleitung in Anlehnung an die alten Gladiatorenkämpfe ein Fußballspiel das Schicksal der verbliebenen Insassen bestimmen.
Vor dem Aufeinandertreffen wird Dave von Marc eingeschüchtert, dass er seine Freundin, die er zuvor mehrfach zur Besuchszeit an Daves Seite gesehen hat, umbringt, wenn Daves Team nicht verliert. Dave gelingt es jedoch, seine in Freiheit verbliebenen Kumpanen zu mobilisieren, die seine Freundin rechtzeitig retten können. Während der Begegnung erhält Dave die Nachricht, dass sie in Sicherheit ist, und dreht das Spiel zu Gunsten der GSE. Der wütende Marc befiehlt, Daves Freundin zu töten, hat jedoch nur die GSE, die Marcs Handlanger längst überwältigt hat, am Telefon. Marc und seine zwei Freunde werden daraufhin wegen der Entführung verhaftet, und auch Veronica, deren Machenschaften heimlich von Mason gemeldet wurden, wird festgenommen. Mason erhält eine Beförderung, während Dave und seine Freunde freigelassen und mit einer großen GSE-Party gefeiert werden.

## Hintergrundinformationen
Hooligans 2 wurde Mitte 2008 mit einem Budget von nur rund einer Million Dollar und somit einem deutlich niedrigeren Aufwand als der erste Teil gedreht. Mit Ausnahme von Ross McCall und Terence Jay tritt niemand aus der Besetzung des Vorgängers Hooligans auf.